# جيسي ك. دايتون
جيسي ك. دايتون (بالإنجليزية: Jesse C. Dayton)‏ هو سياسي أمريكي، ولد في 1825. حزبياً، نشط في الحزب الديمقراطي. وقد انتخب عضو مجلس ولاية نيويورك.